# Urfjellgavlen
Der Urfjellgavlen ist ein Berg im ostantarktischen Königin-Maud-Land. Er ragt im südlichen Teil der Kliffs des Urfjell im Südwesten der Kirwanveggen in der Maudheimvidda auf.
Wissenschaftler des Norwegischen Polarinstituts benannten ihn 1972 in Anlehnung an die Benennung des Urfjell (norwegisch sinngemäß für Berg mit geröllübersäten Hängen) ab.